# Anastasio Fontebuoni

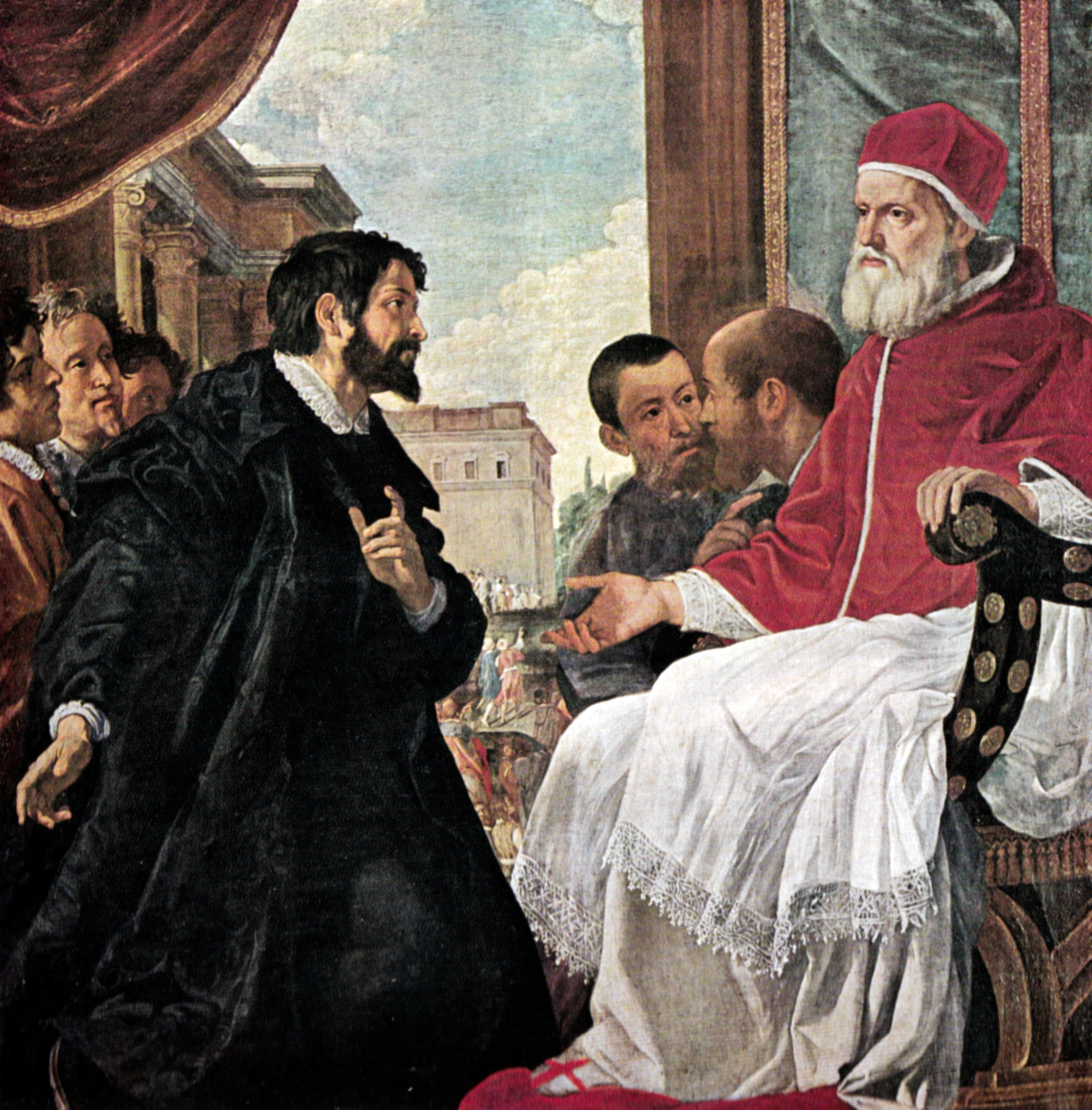
Michel-Ange à Bologne est présenté à Jules II
Casa Buonarroti

Anastagio ou Anastasio Fontebuoni est un peintre florentin italien baroque né à Florence en 1571 et mort dans cette même ville en 1626. Il allia l'inspiration caravagesque et le style florentin.

## Biographie
Il fut élève de Domenico Cresti, dit Passignano. Ses premières œuvres peintes à Florence, répertoriées dans sa biographie par Filippo Baldinucci, sont toutes perdues, sauf le Mariage de Philipe II conservé aux Offices.
Selon la biographie de Giovanni Baglione, il se rendit à Rome sous le pontificat de Paul V, élu en 1605. Il y peignit des fresques dans les églises de Santa Prisca et de Santa Balbina, commandées respectivement, par les cardinaux, Benedetto Giustiniani et Pompeo Arrigoni. À cette phase de sa carrière, son style était proche de celui de Giovanni Baglione et d'Andrea Commodi.
Dans les années suivantes, il a été influencé par Le Caravage et les premiers peintres caravagesques, comme en témoignent les œuvres peintes à Rome entre 1606 et 1620 : la Madone et des saints, à Rignano Flaminio, L'Annonciation de Sainte-Lucie en Cilice, le Saint Grégoire de l'Église San Gregorio al Celio, L'Annonciation de la cathédrale san Pancrazio, L'Adoration des mages, L'Adoration des bergers et la Mort de la Vierge de San Giovanni dei Fiorentini. Dans ces peintures, Fontebuoni s'est avéré être l'un des plus ouverts à l'influence du naturalisme des peintres florentins caravagesques du début. Il assimila ce style, non seulement en regardant les œuvres du grand maître lombard, mais aussi celles de certains caravagesques du début, tels que Giovanni Baglione, Orazio Gentileschi et Carlo Saraceni.
En 1620 Fontebuoni est revenu à Florence, où il a peint jusqu'à sa mort, en travaillant dans certains des sites les plus importants de la peinture, comme la Casa Buonarroti, le Casino Mediceo di San Marco et la Villa di Poggio Imperiale. Le chef-d'œuvre de la période florentine est la  Vision de saint Bernard  de 1621, inspiré par Gentileschi. Fontebuoni y a montré sa capacité d'interpréter le naturalisme du Caravage, en le conciliant avec le cadre raffiné de la tradition florentine.
Dans d'autres œuvres, comme Le Miracle de saint Martin, en l'église San Martino alla Palma, près de Scandicci, et dans le tableau exécuté pour Marie de Médicis, représentant Troilo Orsini et Catherine de Médicis, autrefois à Broomhall en Angleterre, il démontre son alignement sur le goût narratif des artistes florentins contemporains.
Cet artiste prometteur mourut jeune à Florence en 1626.

## Œuvres

### Fresques
- San Giovanni dei Fiorentini : La Naissance de la Vierge et La Mort de la Vierge
- Santa Prisca : Saints et anges avec les instruments de la Passion (fresques), v. 1605
- Santa Balbina : fresques Saint Paul et Saint Pierre sur l'arc de triomphe et sainte balbina avec d'autres martyrs, dans l'abside.
- Santa Lucia en Cilice : L'Annonciation
- San Giacomo degli Spagnoli : fresques de la voûte
- Casino Mediceo di San Marco, 1622-1623[1]

### Tableaux
- La Prédication de saint Jean-Baptiste dans le désert, 1615-1620, huile sur cuivre, 19 × 25 cm, galerie palatine, palais Pitti, Florence[2]
- Vision de saint Bernard, 1621, galerie du palais degli Alberti, Prato[1]
- Catherine de Médicis reçoit Troïle Orsini envoyé en France par Côme Ier de Médicis pour lutter contre les huguenots, huile sur toile, 179 × 245 cm, Collection particulière, Ètats-Unis (ancienne collection de Lord Elgin)[3].